# 전화방

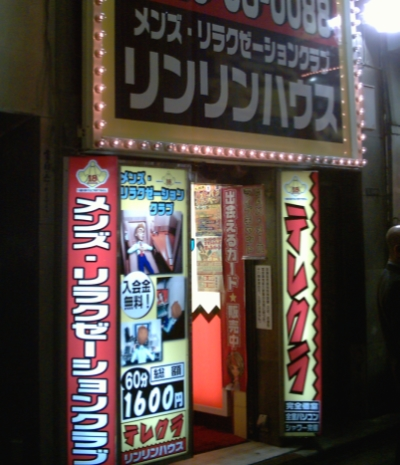
전화방

전화방은 전화를 통해 여성과의 대화를 주선하는 가게이다. 대화에 따라서는 여성과 만날 약속, 만남, 헌팅이 가능하게 된다.